# Sissel Vera Pettersen
Sissel Vera Pettersen, född 28 januari 1977, är en norsk jazzsångare, saxofonist och kompositör. Hon bor i Köpenhamn. Sissel Vera Pettersen utbildade sig i saxofon på Jazzlinjen, Trøndelag Musikkonservatorium, NTNU från 1996–2000, och på Rytmisk Musikkonservatorium i Köpenhamn med Lars Møller och Fredrik Lundin som lärare från 2000–2002. Hon har sedan dess givit ut över 25 album med olika konstellationer och turnerat runt om i världen. Hon har samarbetat med Marilyn Mazur, Lionel Loueke, Chick Corea och Trondheim Jazz Orchestra, Nikolaj Hess, Marc Ducret, John Hollenbeck, Theo Bleckmann Mikkel Ploug, Joachim Badenhorst och Trondheim Voices.

## Diskografi

### Album
Som ledare / co-ledare
- 2002 – Mandala
- 2004 – Disappearhear (duo med David Thor Jonsson)
- 2007 – By This River  (duo med Nikolaj Hess)
- 2007 – Lift vs Sydow (med Randi Pontoppidan, Hans Sydow)
- 2008 – A Word (duo med Nikolaj Hess)
- 2009 – Equilibrium (trio med Mikkel Ploug, Joachim Badenhorst)
- 2011 – Lift vs Thomas Agergaard
- 2011 – Walking Voices (Equilibrium - trio med Mikkel Ploug, Joachim Badenhorst)
- 2014 – Liquid Light (Equilibrium - trio med Mikkel Ploug, Joachim Badenhorst)

Andra indspelningar
- 2007 – Dancing Trees (med Olav Kallhovd, Joakim Milder, Tomas Nyqist, Svante Söderkvist)
- 2008 – Themes of Hope (med Ayi Solomon)
- 2009 – Lyckokatt (med Anna Kruse)
- 2009 – Kobert (med Trondheim Jazzorkester)
- 2009 – What If (med Trondheim Jazzorkester)
- 2010 – City Stories (med Daniel Herskedal)
- 2010 – Improvoicing (med Trondheim Voices)
- 2011 – The Open Road (med John Sund)
- 2011 – Dolls & Guns (med Kevin Brow)
- 2011 – Kinetic Music (med Trondheim Jazzorkester)
- 2012 – Champagnefötter (med Anna Kruse)
- 2012 – Blood Sings (med Jaromir Honzak)
- 2014 – Voices (med Elin Rosseland)
- 2014 – Tree House (med Albatrosh & Trondheim Jazzorkester)
- 2014 – Existens (med Marilyn Mazur)